# Michael Kremer
Michael Robert Kremer, född 12 november 1964, är en amerikansk nationalekonom verksam vid Harvard University.
Kremer tilldelades 2019 Sveriges Riksbanks pris i ekonomisk vetenskap till Alfred Nobels minne tillsammans med Abhijit Banerjee och Esther Duflo för "deras experimentella ansats för att mildra global fattigdom".
Kremer anses ha varit först att genomföra en modern randomiserad, kontrollerad studie inom fältet utvecklingsekonomi. Han tog upplägget till skolor i Kenya i ett försök att undersöka vilka utbildningssatsningar som hade effekt på barnens skolresultat.